# Roman Šebrle
Roman Šebrle (Lanškroun, 26 novembre 1974) è un ex multiplista ceco, l'unico che nelle prove multiple sia stato capace di vincere tutti e cinque i titoli: quello olimpico e quelli mondiali ed europei sia all'aperto che indoor.

## Biografia
Il 27 maggio 2001 a Götzis è stato il primo uomo a superare la barriera dei 9.000 punti nel decathlon raggiungendo la quota di 9.026, record del mondo che rimarrà imbattuto per oltre undici anni. Questi i risultati delle singole prove del decathlon, realizzati in occasione del record del mondo:
| Evento                 | Risultato |
| ---------------------- | --------- |
| 100 metri piani        | 10"64     |
| Salto in lungo         | 8,11 m    |
| Getto del peso         | 15,33 m   |
| Salto in alto          | 2,12 m    |
| 400 metri piani        | 47"79     |
| 110 metri ostacoli     | 13"92     |
| Lancio del disco       | 47,92 m   |
| Salto con l'asta       | 4,80 m    |
| Lancio del giavellotto | 70,16 m   |
| 1500 metri piani       | 4'21"98   |

Nel 2004 ha vinto la medaglia d'oro ai Giochi olimpici di Atene, stabilendo il nuovo record olimpico con 8.893 punti. Dopo la sua vittoria olimpica di gli fu conferito il titolo di "World's Greatest Athlete", come tradizione ai vincitori della gara olimpica della specialità. Un articolo del The Wall Street Journal nel 2008 lo ha anche definito The World's Greatest Athlete.
In carriera ha vinto inoltre due titoli europei oltre ad un oro e due argenti ai Campionati del mondo di atletica leggera. Nell'eptathlon, la prova multipla praticata al coperto, ha vinto finora due titoli mondiali e tre titoli europei.

## Record nazionali

### Seniores
- Decathlon: 9.026 p. ( Götzis, 27 maggio 2001)
- Eptathlon indoor: 6.438 p. ( Budapest, 7 marzo 2004)

## Palmarès
| Anno | Manifestazione  | Sede       | Evento    | Risultato | Prestazione | Note                                     |
| ---- | --------------- | ---------- | --------- | --------- | ----------- | ---------------------------------------- |
| 1997 | Mondiali        | Atene      | Decathlon | 9º        | 8 232 p.    |                                          |
| 1997 | Universiade     | Sicilia    | Decathlon | Oro       | 8 380 p.    |                                          |
| 1998 | Europei         | Budapest   | Decathlon | 6º        | 8 477 p.    |                                          |
| 1999 | Mondiali indoor | Maebashi   | Eptathlon | Bronzo    | 6 319 p.    | Record nazionale                         |
| 1999 | Mondiali        | Siviglia   | Decathlon | dnf       | dnf         |                                          |
| 2000 | Europei indoor  | Gand       | Eptathlon | Argento   | 6 271 p.    |                                          |
| 2000 | Giochi olimpici | Sydney     | Decathlon | Argento   | 8 606 p.    |                                          |
| 2001 | Mondiali indoor | Lisbona    | Eptathlon | Oro       | 6 420 p.    |                                          |
| 2001 | Mondiali        | Edmonton   | Decathlon | 10º       | 8 174 p.    |                                          |
| 2002 | Europei indoor  | Vienna     | Eptathlon | Oro       | 6 280 p.    |                                          |
| 2002 | Europei         | Monaco     | Decathlon | Oro       | 8 800 p.    |                                          |
| 2003 | Mondiali indoor | Birmingham | Eptathlon | Bronzo    | 6 196 p.    |                                          |
| 2003 | Mondiali        | Parigi     | Decathlon | Argento   | 8 634 p.    |                                          |
| 2004 | Mondiali indoor | Budapest   | Eptathlon | Oro       | 6 438 p.    | Record europeo                           |
| 2004 | Giochi olimpici | Atene      | Decathlon | Oro       | 8 893 p.    | Record olimpico                          |
| 2005 | Europei indoor  | Madrid     | Eptathlon | Oro       | 6 232 p.    |                                          |
| 2005 | Mondiali        | Helsinki   | Decathlon | Argento   | 8 521 p.    |                                          |
| 2006 | Mondiali indoor | Mosca      | Eptathlon | Bronzo    | 6 161 p.    | Miglior prestazione personale stagionale |
| 2006 | Europei         | Göteborg   | Decathlon | Oro       | 8 526 p.    | Miglior prestazione personale stagionale |
| 2007 | Europei indoor  | Birmingham | Eptathlon | Oro       | 6 196 p.    | Miglior prestazione mondiale stagionale  |
| 2007 | Mondiali        | Osaka      | Decathlon | Oro       | 8 676 p.    |                                          |
| 2008 | Mondiali indoor | Valencia   | Eptathlon | dnf       | dnf         |                                          |
| 2008 | Giochi olimpici | Pechino    | Decathlon | 5º        | 8 241 p.    |                                          |
| 2009 | Europei indoor  | Torino     | Eptathlon | Bronzo    | 6 142 p.    |                                          |
| 2009 | Mondiali        | Berlino    | Decathlon | 10º       | 8 266 p.    |                                          |
| 2010 | Mondiali indoor | Doha       | Eptathlon | 5º        | 6 024 p.    |                                          |
| 2011 | Europei indoor  | Parigi     | Eptathlon | Bronzo    | 6 178 p.    | Miglior prestazione personale stagionale |
| 2011 | Mondiali        | Taegu      | Decathlon | 14º       | 8 069 p.    |                                          |
| 2012 | Europei         | Helsinki   | Decathlon | 6º        | 8 052 p.    |                                          |
| 2012 | Giochi olimpici | Londra     | Decathlon | dnf       | dnf         |                                          |